# Bronislava Polská
Blahoslavená Bronislava Polská, OPraem (asi 1202 – 29. srpna 1259, Krakov) byla polská řeholnice premonstrátského řádu, abatyše a mystička. Katolická církev ji uctívá jako blahoslavenou.

## Život

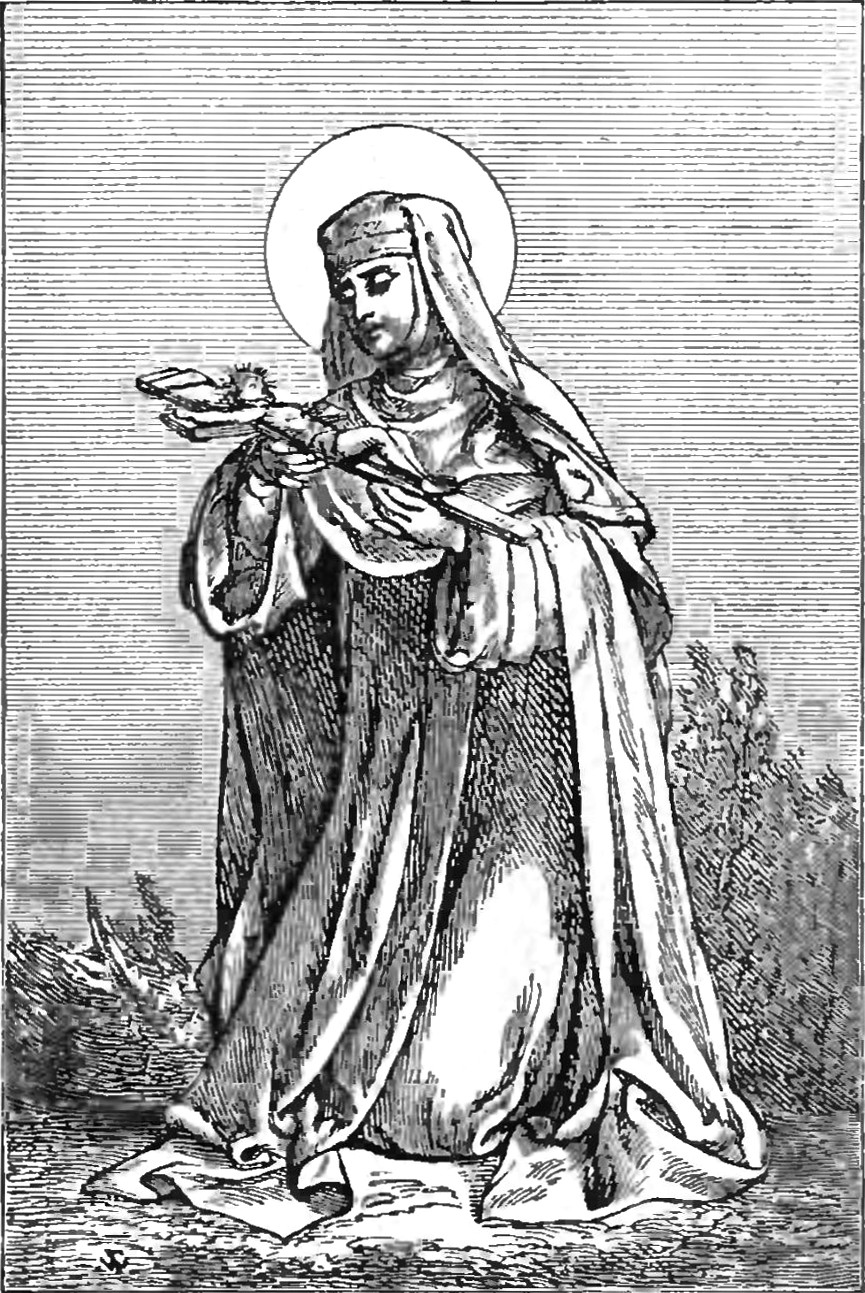
Ilustrace, zobrazující bl. Bronislavu

Datum jejího narození není známo, patrně proběhlo mezi lety 1200–1203. Místem jejího narození měla údajně být obec Kamień Śląski v polském Slezsku. Pravděpodobně pocházela ze šlechtického rodu Odřivousů. Mezi její příbuzné patřil např. sv. Jacek nebo bl. Česlav. Již od dětství toužila po zasvěceném životě. Již ve svých 16 letech vstoupila do kláštera premonstrátek ve Zwierzynci (dnes součást Krakova).
Po novicátu složila nejpozději roku 1217 své řeholní sliby. V klášteře se často modlili a činili pokání. Dle tradice sem právě ona přivedla praxi každodenní modlitby růžence. Sestry dále pomáhaly poškozeným nájezdem Tatarů.
Roku 1241 jim však klášter Tataři zapálili a ten shořel. Tou dobou již měla být bl. Bronislava abatyší. Poté se nějaký čas sestry ukrývaly v nedalekých skalách. Poté, co Tataři odtáhli, se klášter s kostelem postupně podařilo za přispění rodu Odřivousů obnovit. Po nějaké době ji v úřadu abatyše vystřídal někdo jiný.
Ve chvílích, pro ni těžkých se chodila modlit na nedaleký (dnes po ní pojmenovaný) kopec. Tam se jí dostalo zjevení, ve kterém slyšela Ježíše, jak říká: „Bronislavo, můj kříž je i tvůj kříž, ale má sláva bude také tvoje“.
Dva roky před svou smrtí měla další zvláštní duchovní vidění, ve kterém se dozvěděla o smrti sv. Jacka. Ponořena se do modlitby, načež spatřila velký jas nad kostelem Nejsvětější Trojice v Krakově a stoupající procesí Panny Marie, vedoucí sv. Jacka. Panna Maria jí poté sdělila následující: „Bronislavo, má dcero, jsem matka milosrdenství a ten, koho vidíš, je tvůj bratr Jacek, kterého vedu do věčné slávy“. (Zde však patrně myslela duchovní bratrství, ne příbuzenský vztah.)
Zemřela v pověsti svatosti při modlitbách dne 29. srpna 1259 na kopci Sikornik nad Krakovem. Chvíli zde byla i pohřbena, neboť klášter ještě nebyl zcela obnoven.

## Pocty
Blahořečena byla papežem Řehořem XVI. dne 23. srpna 1839 poté, co jí bylo v roce 1835 přisuzováno ochránění města Zwierzyniec u Krakova před epidemií cholery. Její svátek je slaven 1. září. Je patronkou Krakova. Je znázorňována v bílém řeholním rouchu. Mezi její další atributy patří kříž v rukou, nebo květ lilie.
V Krakově jí je zasvěcena kaple. Je po ní pojmenována i menší planetka, objevená roku 1933, (1315) Bronislawa. V Krakově, Katovicích a dalších několika městech je po ní pojmenována ulice.

## Odkazy

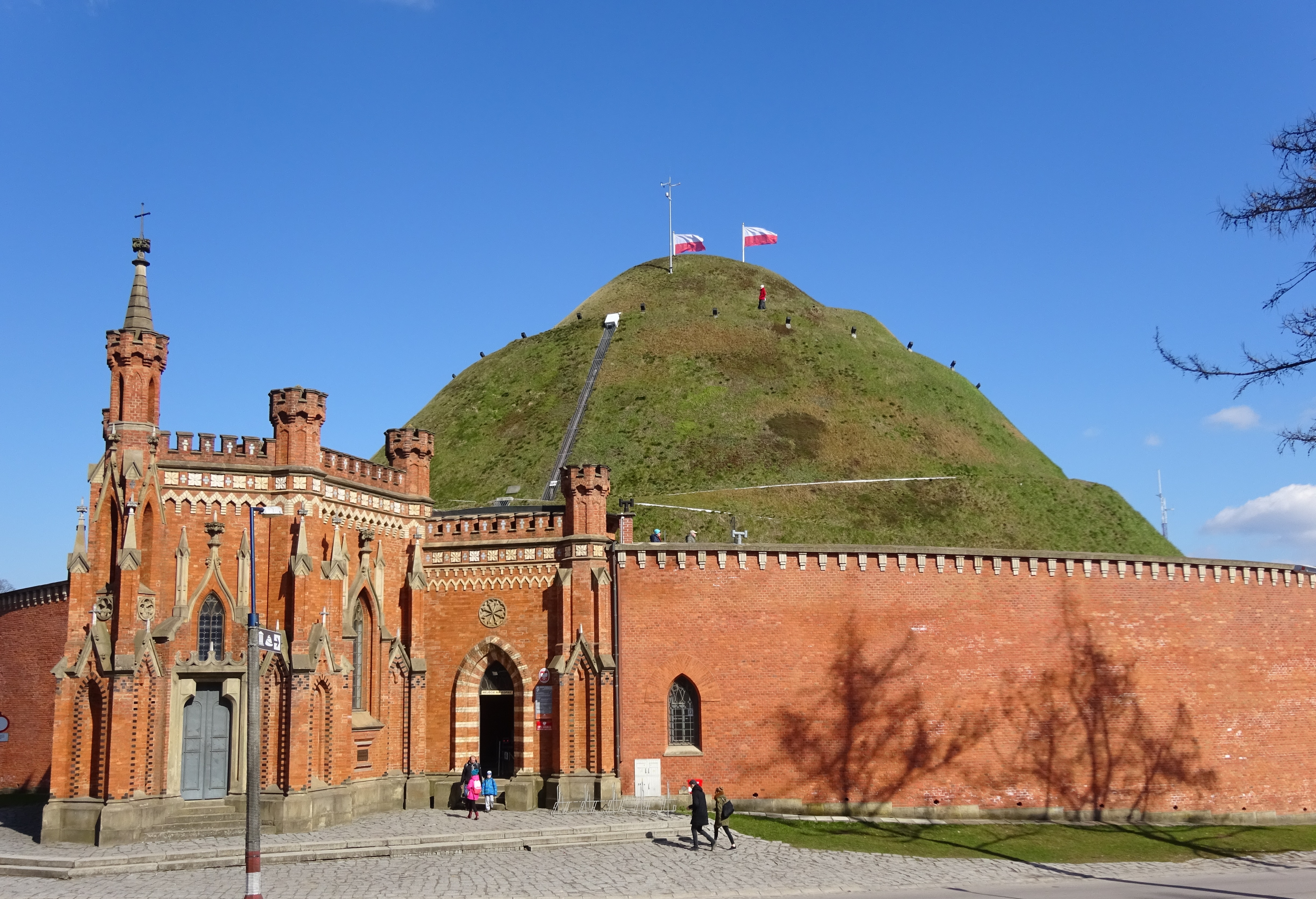
Kaple bl. Bronislavy v Krakově